# Ларец Фрэнкса
Ларец Фрэнкса (англ. Franks casket, или auzon runic casket) — резная шкатулка, выполненная из кости кита. Согласно информации с сайта Британского музея, история предмета неизвестна вплоть до середины XIX в., когда ларец был приобретён Фрэнксом (англ. Augustus Wollaston Franks, английский антиквар; отсюда название «ларец Фрэнкса») у торговца в Париже. По словам последнего, ранее ларец принадлежал французскому профессору из города Клермон-Ферран, а тот приобрёл его у "мещанской" семьи в Аузоне, где она использовалась как шкатулка для шитья. Позднее шкатулка была передана в Британский музей. Надпись, окаймляющая сцены из древнегерманских, римских и библейских сказаний, вырезанная на руническом ларце Фрэнкса — самый значительный среди ранних англосаксонских рунических памятников.

## Галерея

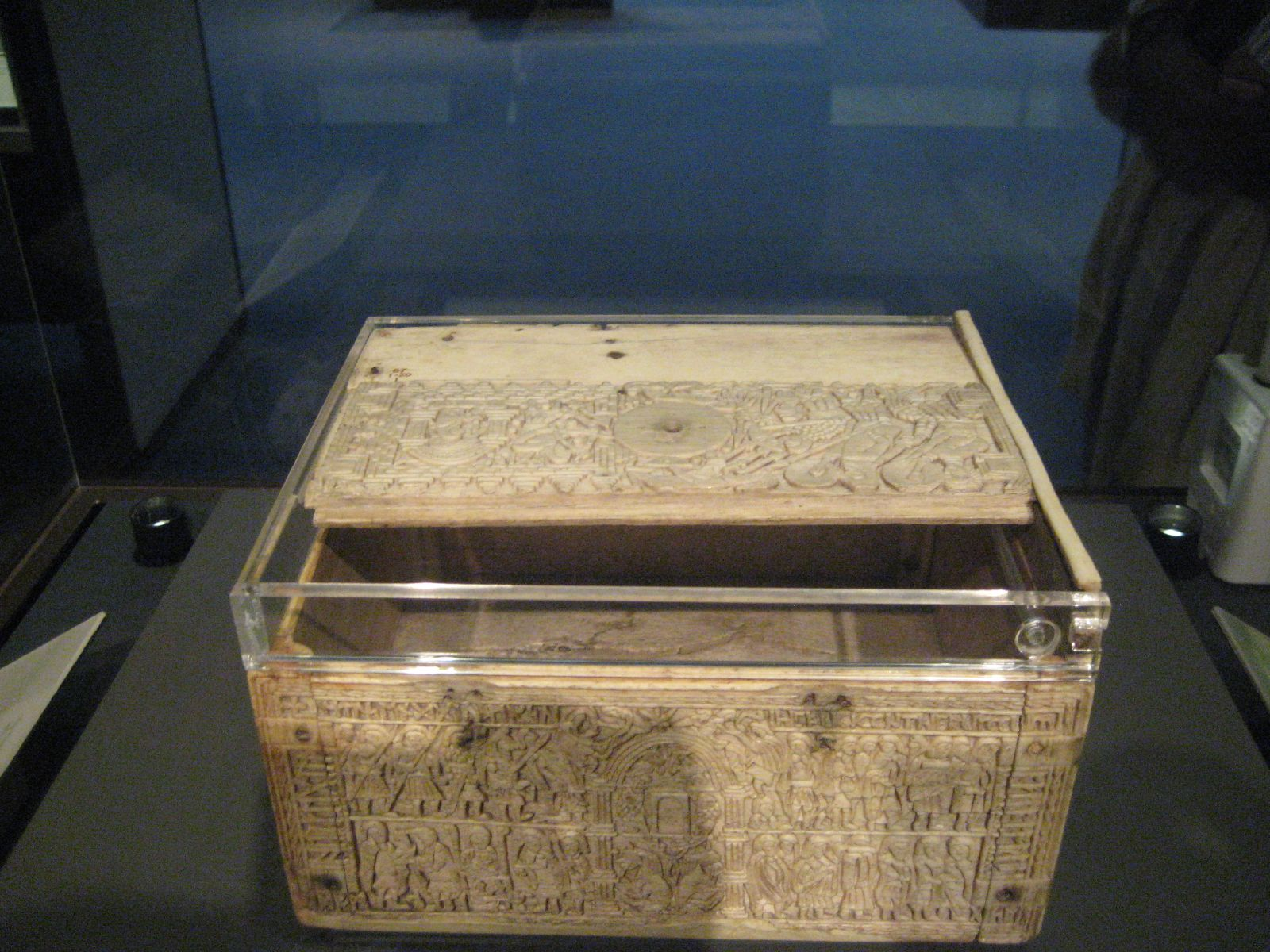
Задняя и верхняя панели
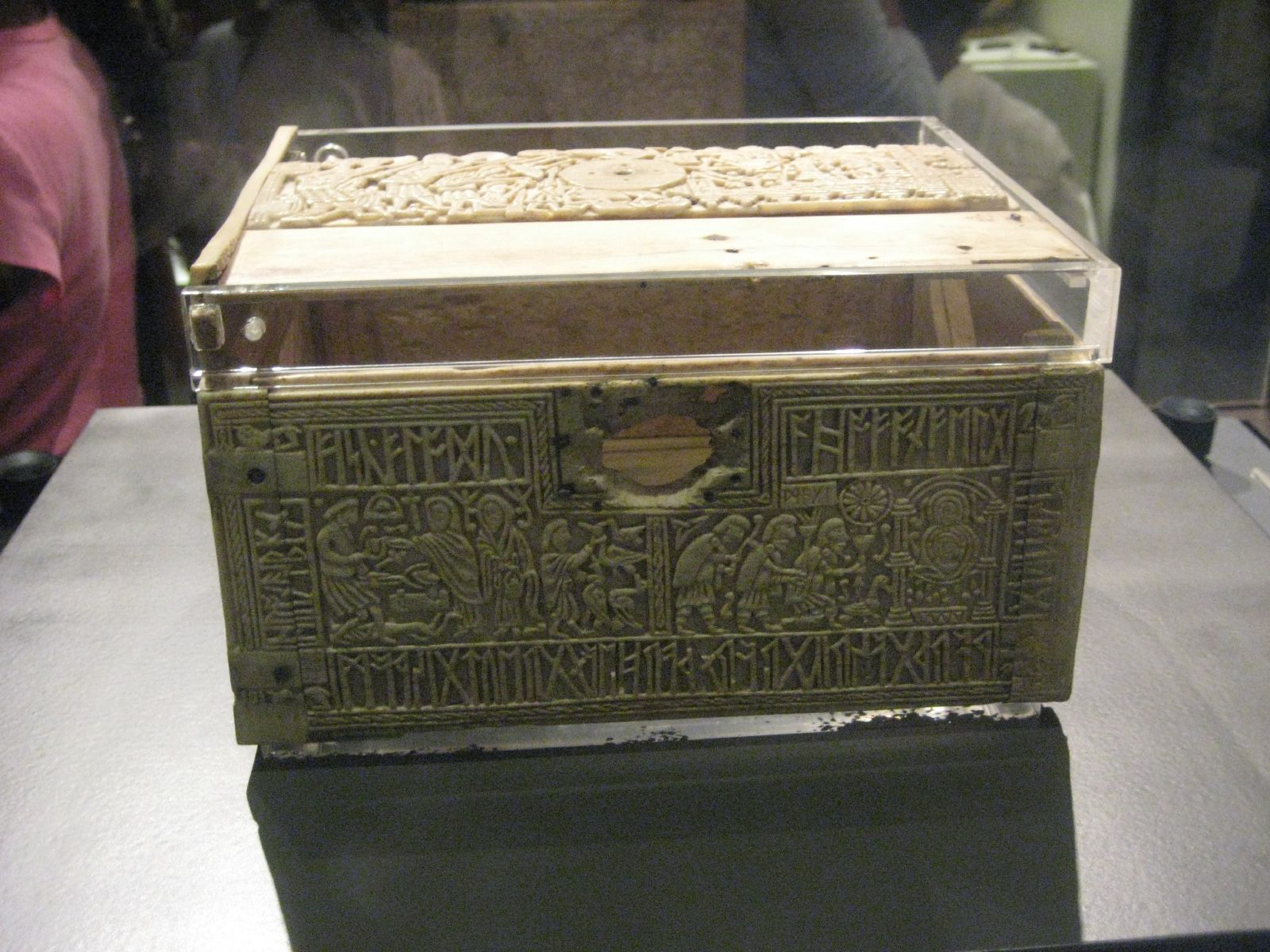
Передняя панель
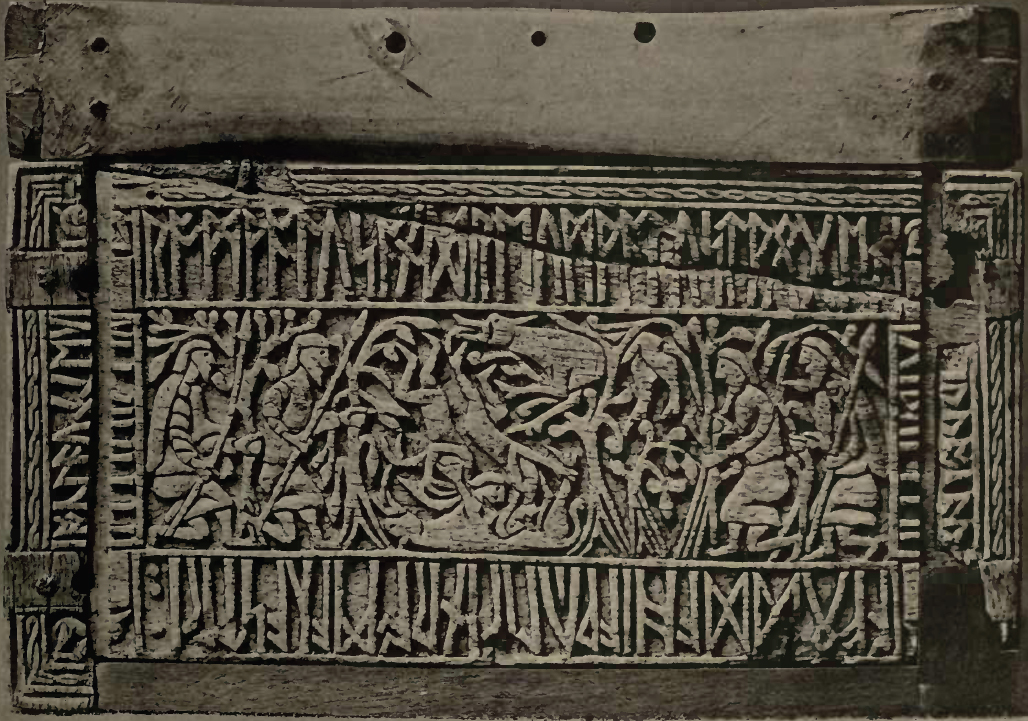
Левая панель
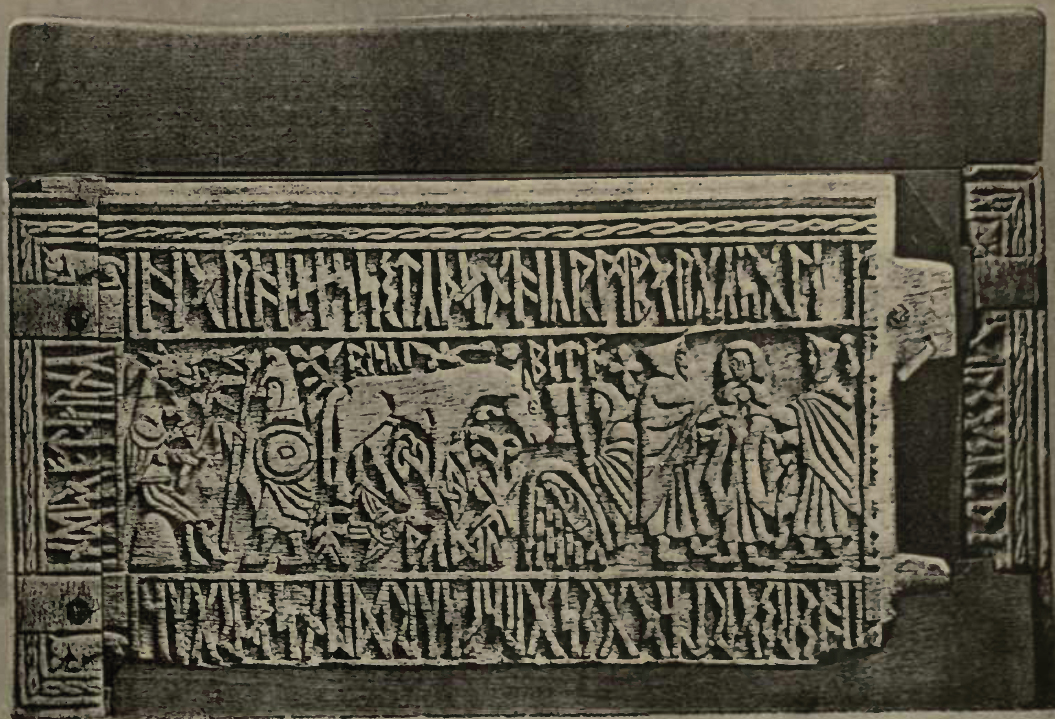
Правая панель